# امباتوابو
امباتوابو (به لاتین: Ambatoabo) یک سکونتگاه مسکونی در ماداگاسکار است که در آنوسی (ماداگاسکار) واقع شده‌است.

## خصوصیات
امباتوابو ۸٬۰۰۰ نفر جمعیت دارد و ۲۳۰ متر بالاتر از سطح دریا واقع شده‌است.